# Li Kchaj-sien
Li Kchaj-sien (čínsky pchin-jinem Lǐ Kāixiān, znaky zjednodušené 李开先, tradiční 李開先, 1502–1568) byl čínský dramatik a básník v žánrech čchuan-čchi a san-čchü působící v říši Ming, jeden z osmi talentů éry Ťia-ťing.

## Jména
Li Kchaj-sien používal zdvořilostní jméno Po-chua (čínsky pchin-jinem Bóhuá, znaky zjednodušené 伯华, tradiční 伯華) a literární pseudonymy Čung-lu (čínsky pchin-jinem Zhōnglù, znaky 中麓), Čung-lu šan-žen (čínsky pchin-jinem Zhōnglù shānrén, znaky 中麓山人) a Čung-lu kchuang-kche (čínsky pchin-jinem Zhōnglù kuángkè, znaky 中麓狂客).

## Život
Li Kchaj-sien pocházel z okresu Čang-čchiou v prefektuře Ťi-nan v provincii Šan-tung ležící na severovýchodě mingské Číny. Mládí zasvětil studiu konfuciánských klasiků, přihlásil se k úřednickým zkouškám, složil jejich nižší stupně a roku 1529 i nejvyšší – palácové zkoušky – a získal titul ťin-š’. Poté nastoupil úřední kariéru. Dosáhl funkce náměstka dvorského ministra císařských obětí (太常寺少卿, tchaj-čchang-s’ šao-čching), avšak ze státní služby musel odejít relativně brzy, roku 1541 v devětatřiceti letech, kvůli účasti na petici namířené proti Sia Jenovi, tehdy přednímu státníkovi.
Po návratu domů se plně věnoval svým uměleckým zájmům. Soustředil se na studia lidových písní, dramatu a beletrie. Je počítán k osmi talentům éry Ťia-ťing.
Byl neformálním vůdcem skupiny šantungských literátů se zájmem o drama, shromažďujících a skládajících písně san-čchü, přitom vyzdvihoval hloubku citů lidových písní, jdoucích „přímo od srdce“. S Kchang Chajem a Wang Ťiou-s’em patří k třem nejvýznamnějším autorům písní čchü v 16. století, skládal i dramata v žánru čchuan-čchi a krátké hry jüan-pen. Publikoval dramata a písně čchü jüanských i soudobých autorů; pro oživení tradice severních her je důležitá jeho sbírka Revidované hry významných jüanských autorů (Kaj-ting Jüan sien čchuan-čchi), kolekce jím upravených a přepsaných šestnácti dramat, z nichž se šest zachovalo. Autoři jeho generace však byli poslední, kteří vynikli v severním dramatu, po nich jednoznačně převážily hry jižní. Li Kchaj-sienovo Cch’-süe (詞謔) je jedním z mála kritických pojednání o písních čchü.
Skládal i hry v jižním stylu čchuan-čchi, nejznámější je Příběh drahocenného meče (寶劍記, Pao-ťien ťi) z roku 1547. V hovorovém jazyce v něm zpracoval příběh Lin Čchunga, jedné z postav Příběhů od jezerního břehu. Hra získala velké uznání současníků a je jednou z nejznámějších her středně mingského období. Téhož roku dokončil i nezachovanou Teng-tchan ťi (登壇記), je mu připisován též Příběh ustřižených vlasů (断髮記, Tuan-fa ťi). Nejslavnější Li Kchaj-sienovou sbírkou písní san-čchü jsou Krátké písně Čung-lu (Čung-lu siao-ling), obsahující sto lyrických písní.